# Joves
|  | Aquest article tracta sobre la pel·lícula catalana. Si cerqueu l'etapa vital, vegeu «Joventut». |

Joves és una pel·lícula catalana de l'any 2004. Escrita i dirigida per Ramon Térmens i Carles Torras i protagonitzada per Roger Coma, Aina Clotet i Pau Roca i Jover. La pel·lícula està dividia en tres parts, en cada una s'explica un moment clau a la vida de tres joves. Aquesta pel·lícula ha estat rodada en català i doblada al castellà.

## Argument
Tres joves busquen la felicitat de diferents maneres, però cap d'ells acaba trobant el que realment buscava. El Jordi (Roger Coma), un broker, busca l'èxit professional a costa del que sigui. La Cristina (Aina Clotet) que la nit del seu aniversari prova l'excés de drogues, alcohol i sexe. I a l'última part el Pau (Pau Roca) que està al poble amb els seus amics on busca emocions fortes i amb el cor trencat actua com mai hauria pensat que ho faria.

## Repartiment
| Personatge         | Actor/Actriu             |
| ------------------ | ------------------------ |
| Jordi Vilanova     | Roger Coma               |
| Cristina Puigmartí | Aina Clotet              |
| Pau Vilanova       | Pau Roca i Jover         |
| Silvia             | Judit Uriach             |
| Marta              | Natasha Yarovenko        |
| Toni               | Oriol Vila               |
| Ana                | Carme Poch               |
| Roser              | Ariadna Cabrol           |
| David              | Aleix Rengel Meca        |
| Roger              | Lluís Pérez              |
| "Víbora"           | César Rojas              |
| "Martell"          | Gorka Lasaosa            |
| Mohamed            | Mohamed Bouachmir        |
| Agustí             | Pep Molina               |
| Concepció          | Vicky Peña               |
| Sr. Puigmartí      | Jordi Dauder i Guardiola |